# Birgitte Olufsdatter Thott
 Der er flere personer med dette navn, se Birgitte Thott.
Birgitte Olufsdatter Thott (død omtrent 1498) var datter af Oluf Axelsen Thott til Vallø og hans første hustru, Karen Jensdatter Falk. 

## Liv og gerning
Hun var o. 1440 blevet gift med den svenske rigsråd, ridder Erngisle Nilsson til Hammarstad i Sødermanland. Allerede 1452 skal hun af Karl Knutsson og det svenske rigsråd være bleven dømt til at brændes, fordi hun havde skaffet kong Christian I efterretninger fra Sverige, men blev for sin slægts skyld benådet med livsvarigt fængsel i Kalmar Kloster, hvorfra hun slap ud, formodentlig da kong Christian året efter blev konge i Sverige. 
Efter Erngisle Nilssons død i februar 1464 udbrød en mængde stridigheder dels om Vallø, som hendes yngre søster Birgitte efter de af faderen trufne foranstaltninger havde fået, dels om Hammarstad med ridderen Erngisle Gjede, der var gift med fru Birgittes steddatter, der ligeledes hed Birgitte. Sine fordringer på Vallø havde fru Birgitte solgt til dronning Dorothea, både hun og kong Christian holdt under disse stridigheder med Birgitte. Begge var i strid med de mægtige Axelssønner og Sten Sture, der var gift med en Thott og til sidst ved køb kom i besiddelse af Hammarstad. Fru Birgitte beskyldtes for at have fremlagt en række forfalskede breve for retten angående alle disse forhold; hendes egen skriver bekendte sin del i falsknerierne. Under disse forhold måtte fru Birgitte i 1478 forlade Sverige. 
Hun tilbragte 20 år i Danmark, blandt andet på den kongelige forlening Dronningholm ved Arresø, senere på Snedstrup i Halland. Da hendes yngre, ovennævnte søster Birgitte i 1483 var bestemt for Niels Eriksen Rosenkrantz, indsattes i kong Hans' håndfæstning en bestemmelse om, at hverken kongen eller dronningen måtte pante eller købe gods af ridderskabet, og denne bestemmelse gav man tilbagevirkende kraft på Valløgodset. Kronen holdt imidlertid stadig med den ældre fru Birgitte, og sagen stod på, lige til Frederik I i 1523 måtte tilbagegive det omstridte gods til Niels Eriksens arvinger; det blev således til sidst Kronen, der måtte bøde for fru Birgittes bedragerier. 
Da var fru Birgitte imidlertid for længst død, hun nævnes sidste gang 1498; men endnu i Christian III's tid havde Niels Eriksen Rosenkrantz' arvinger, deriblandt Tyge Krabbe og Erik Banner, stridigheder om "Lederne" (senere Østermalm i Stockholm) med kong Gustav Vasa på grund af forhold, der stammede fra fru Birgitte af Hammarstads tid.